# Korrakot Wiriyaudomsiri
Korrakot Wiriyaudomsiri, taj. กรกช วิริยอุดมศิริ (ur. 19 stycznia 1988 w Buri Ram) – tajski piłkarz grający na pozycji lewego obrońcy. Od 2016 roku jest zawodnikiem klubu Buriram United.

## Kariera piłkarska
Swoją karierę piłkarską Wiriyaudomsiri rozpoczął w klubie TTM FC. W 2010 roku zadebiutował w jego barwach w Thai Premier League. W 2011 roku grał w Buriram FC, a w 2012 w BEC Tero Sasana FC i Wuachon United.
W 2013 roku Wiriyaudomsiri przeszedł do Bangkok Glass, w którym zadebiutował 3 marca 2013 w przegranym 0:1 wyjazdowym spotkaniu z Songkhla United. W Bangkok Glass spędził rok.
W 2014 roku Wiriyaudomsiri trafił do Chonburi FC. Zadebiutował w nim 22 lutego 2014 w zwycięskim 4:0 domowym spotkaniu z Police United. W 2014 roku wywalczył wicemistrzostwo Tajlandii.
W 2016 roku Wiriyaudomsiri przeszedł do Buriram United. Swój debiut w nim zaliczył 26 czerwca 2016 w zremisowanym 0:0 domowym meczu z Bangkok United FC. W sezonach 2016 i 2017 został mistrzem kraju.
| Sezon | Klub            | Kraj      | Rozgrywki      | Mecze | Gole |
| ----- | --------------- | --------- | -------------- | ----- | ---- |
| 2010  | TTM FC          | Tajlandia | Premier League | 15    | 0    |
| 2011  | Buriram FC      | Tajlandia | First Division | 27    | 2    |
| 2012  | BEC Tero Sasana | Tajlandia | Premier League | 19    | 0    |
| 2012  | Wuachon United  | Tajlandia | Premier League | 6     | 0    |
| 2013  | Bangkok Glass   | Tajlandia | Premier League | 25    | 1    |
| 2014  | Chonburi FC     | Tajlandia | Premier League | 25    | 1    |
| 2015  | Chonburi FC     | Tajlandia | Premier League | 30    | 2    |
| 2016  | Chonburi FC     | Tajlandia | Premier League | 16    | 0    |
| 2016  | Buriram United  | Tajlandia | Premier League | 5     | 0    |
| 2017  | Buriram United  | Tajlandia | Premier League | 26    | 0    |
| 2018  | Buriram United  | Tajlandia | Premier League | 33    | 5    |

## Kariera reprezentacyjna
W reprezentacji Tajlandii Wiriyaudomsiri zadebiutował 10 października 2013 roku w wygranym 1:0 towarzyskim meczu z Bahrajnem. W 2019 roku powołano go do kadry na Puchar Azji.